# 郝庄镇 (太原市)
郝庄镇，是中华人民共和国山西省太原市迎泽区下辖的一个乡镇级行政单位。

## 行政区划
郝庄镇下辖以下地区：
朝阳一社区、朝阳二社区、朝阳三社区、郝庄社区、马庄社区、店坡社区、枣园社区、王家峰社区、东太堡社区、新沟社区、赵北峰社区、双塔社区、朝阳四社区、南巷二社区、太堡二社区、郝家沟村、松庄村、水峪村、港道村、观家峪村、董家庄村、小山沟村、小山岩村、前麻地沟村、后麻地沟村、大窑脑村、孟家井村、柳沟村、捐子沟村、沟北村、西祁家山村、东祁家山村、占道村和张家河村。

## 火災事故
2020年10月1日下午1時04分左右，郝庄镇小山岩村发生火災事故，事發地點台駘山景區冰燈雪雕館共搜救出28人，其中13人喪生。